# St Davids Bishop's Palace

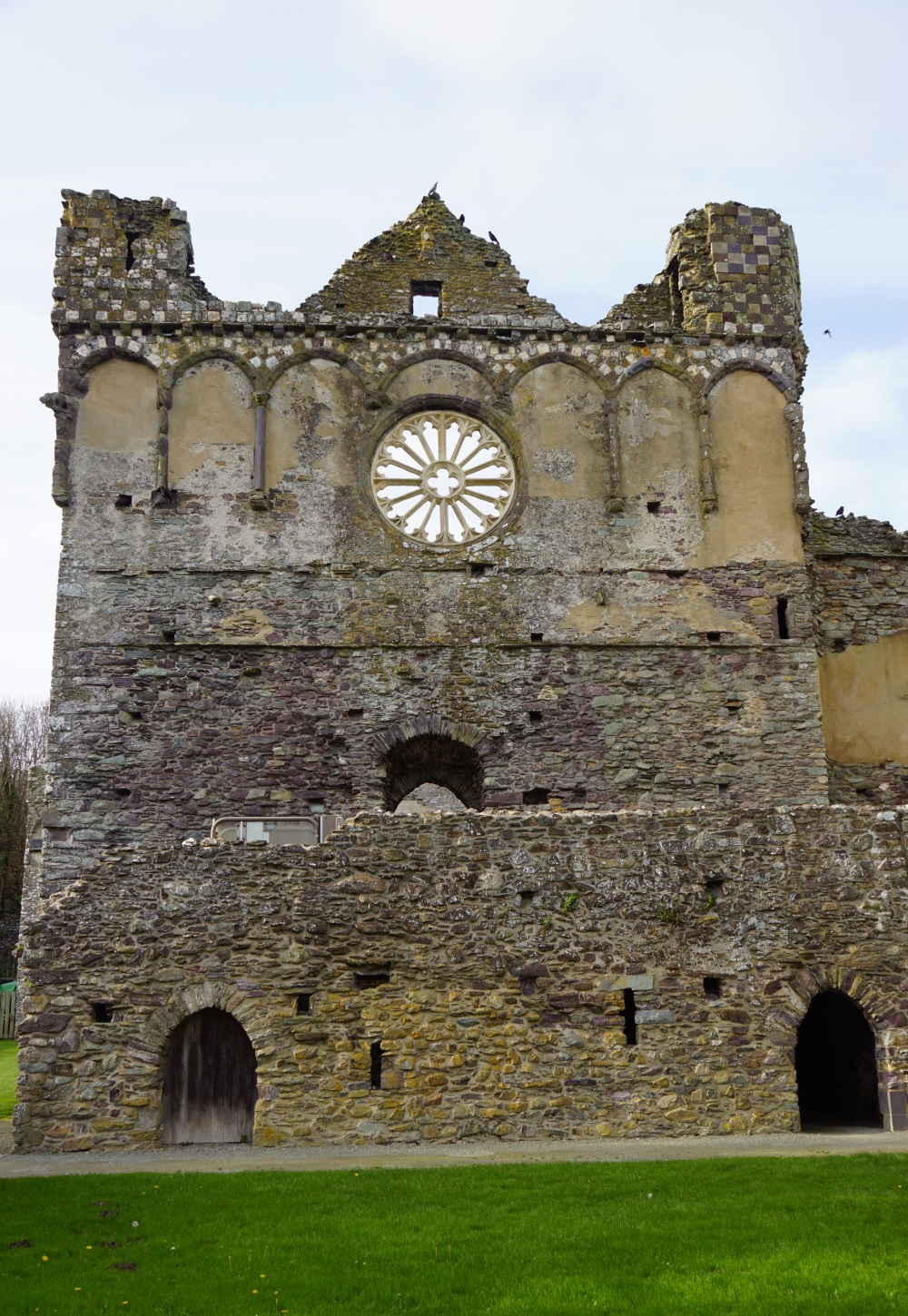
Buitenzijde van de Great Hall in de zuidvleugel.

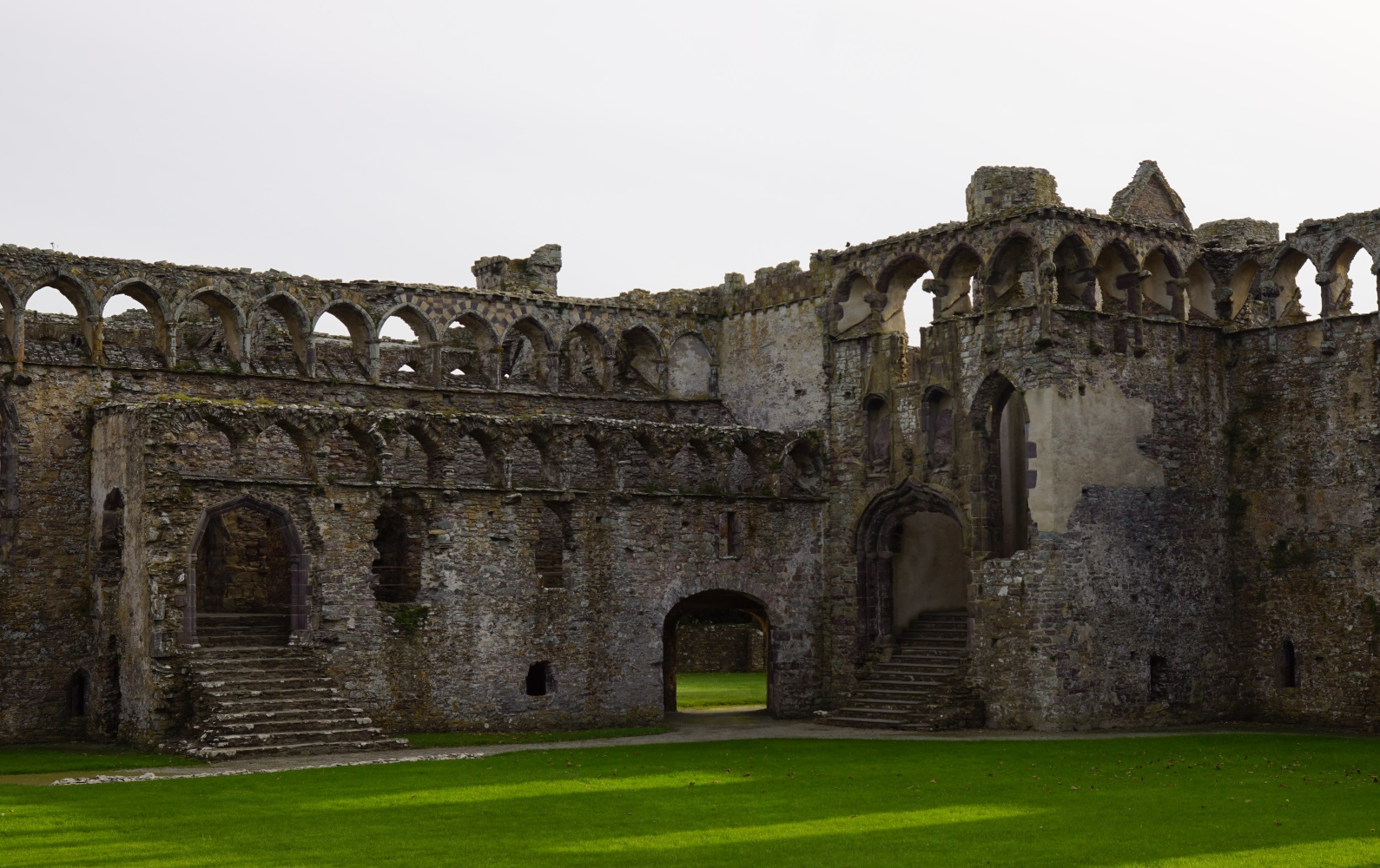
Oostvleugel met de toegangspoort naar de Bishop's Hall (links) en de zuidvleugel met de toegang naar de Great Hall (rechts).

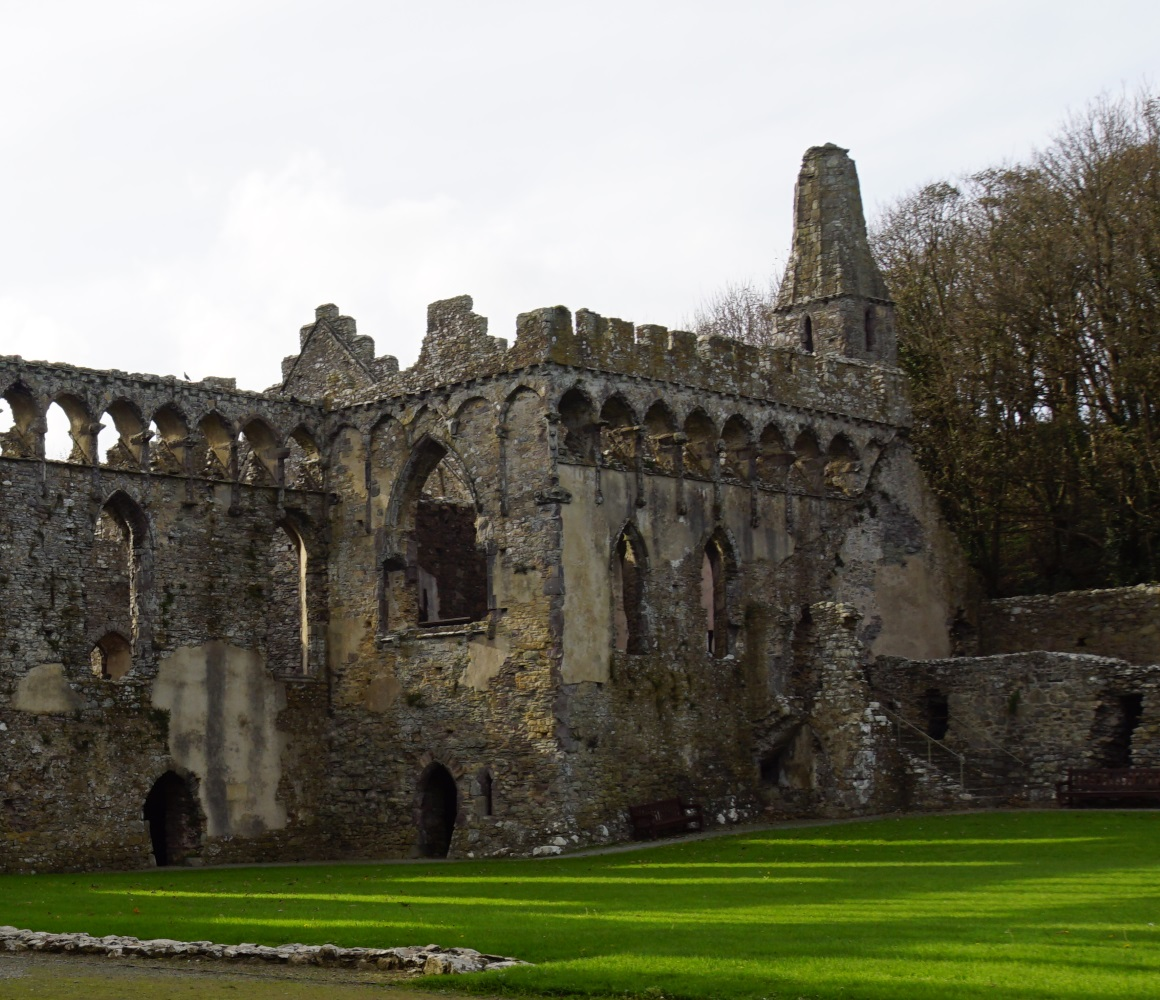
De Great Chapel met klokkentoren, gelegen tussen de zuidvleugel (links) en de westvleugel (rechts).

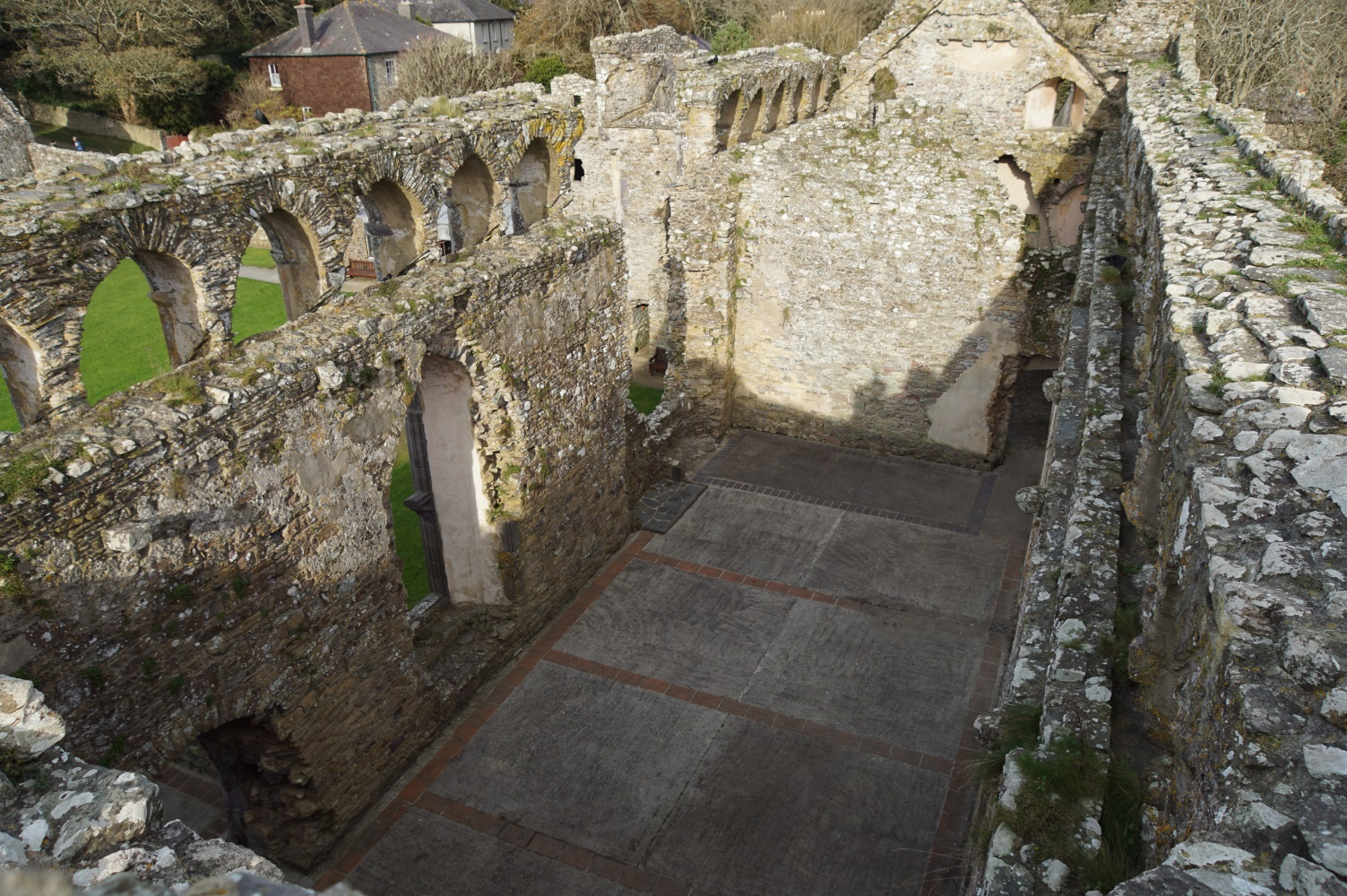
De Bishop's Hall in de oostvleugel.

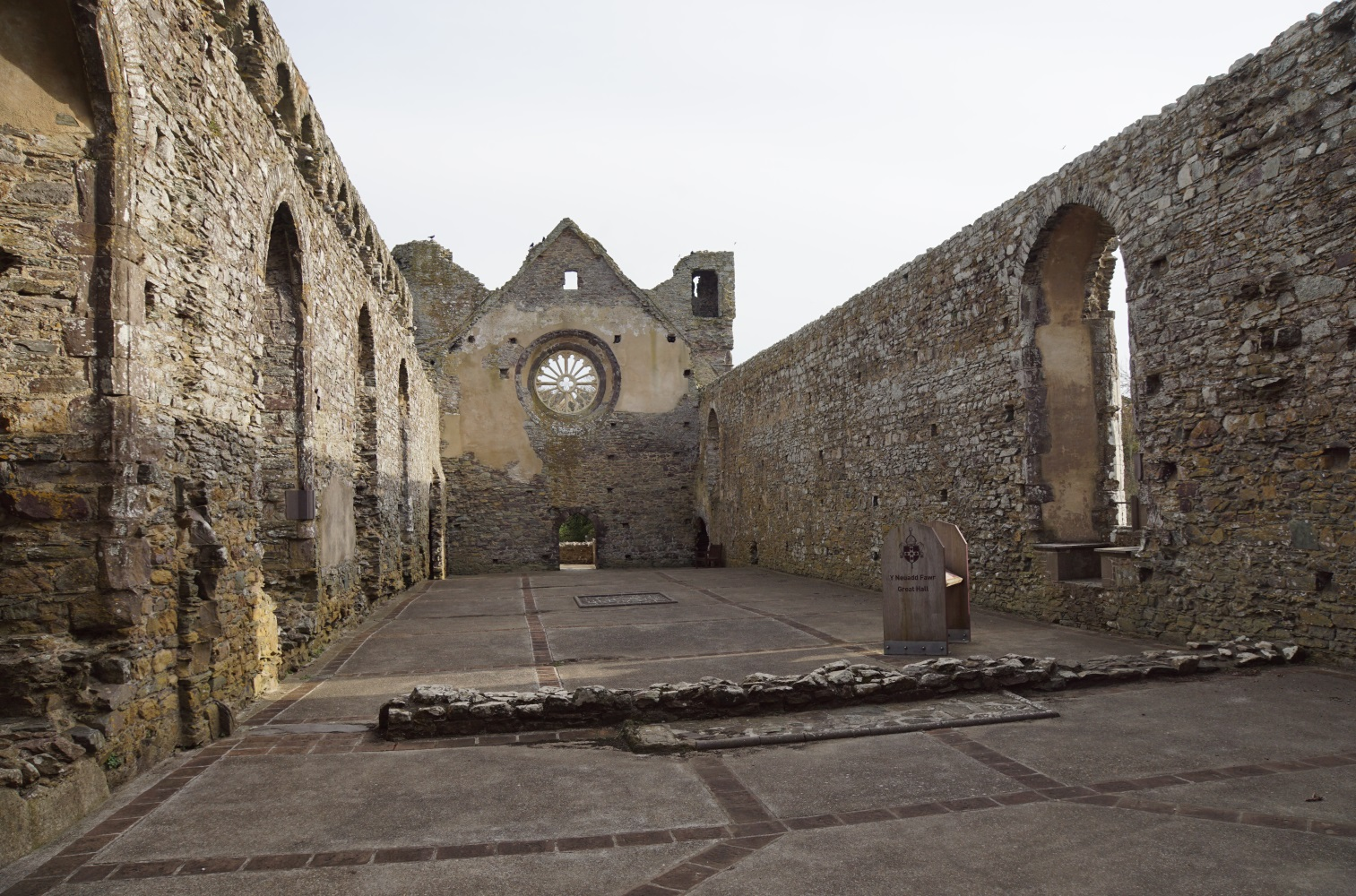
Interieur van de Great Hall en (vooraan) de Great Chamber.

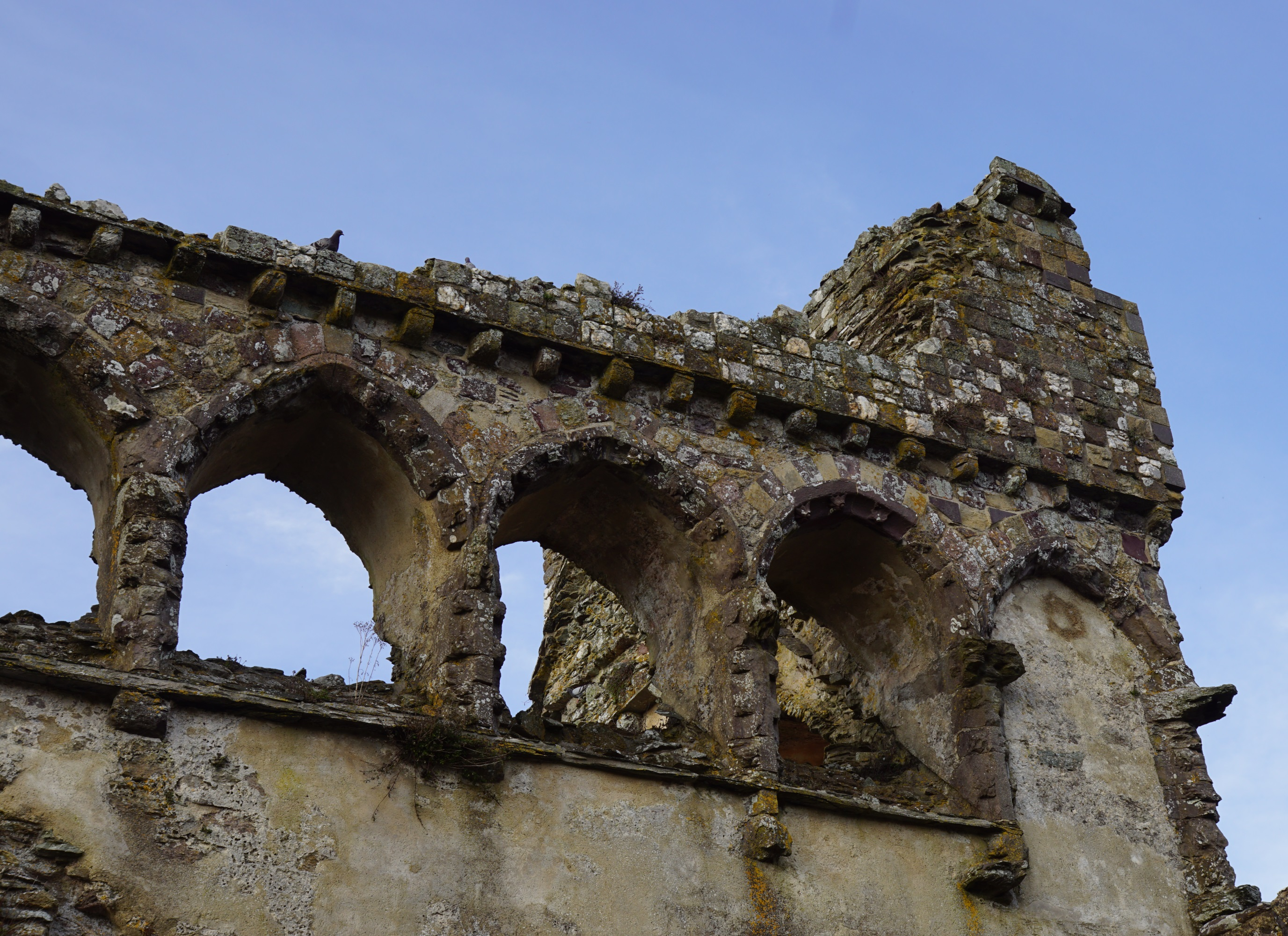
De van bogen voorziene borstwering, versierd met twee kleuren stenen en gebeeldhouwde kraagstenen.

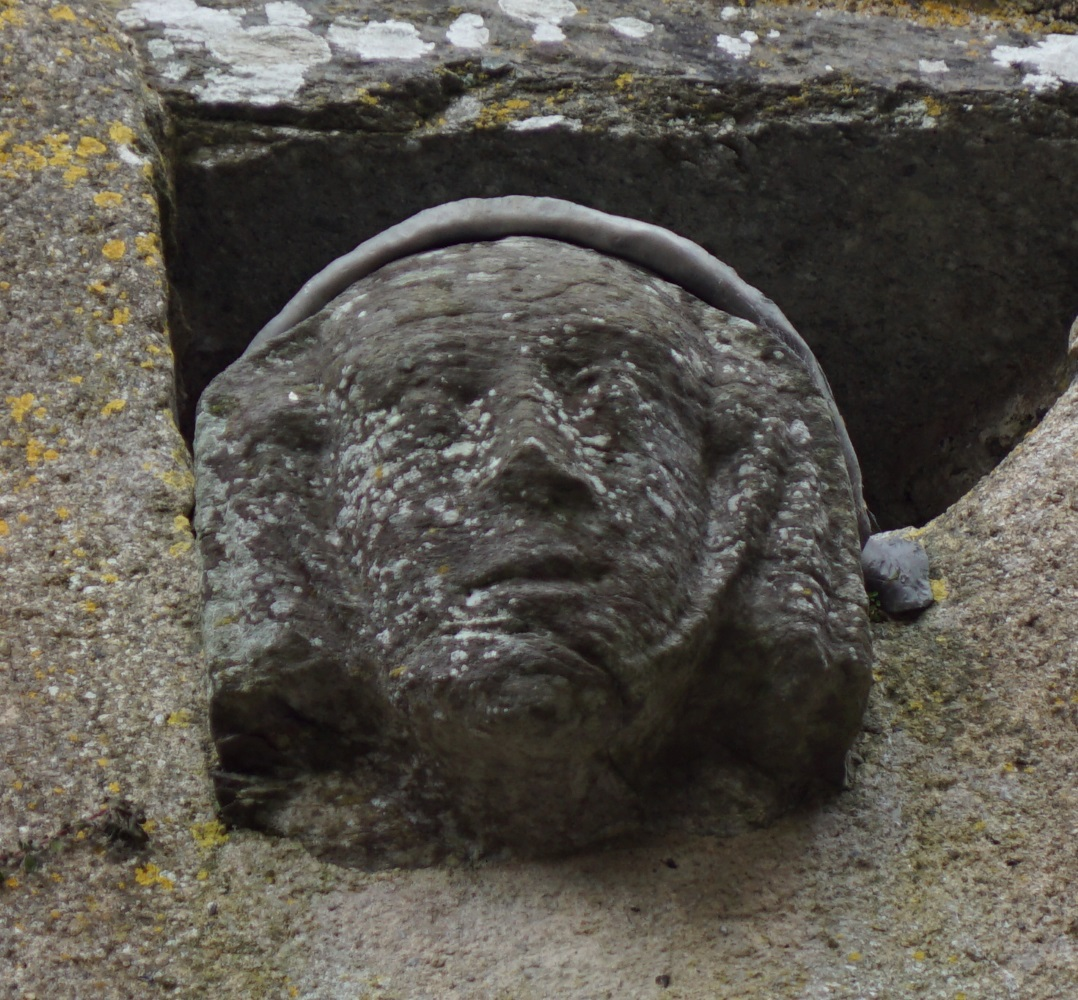
Een gebeeldhouwde kraagsteen in de vorm van een mensenhoofd.

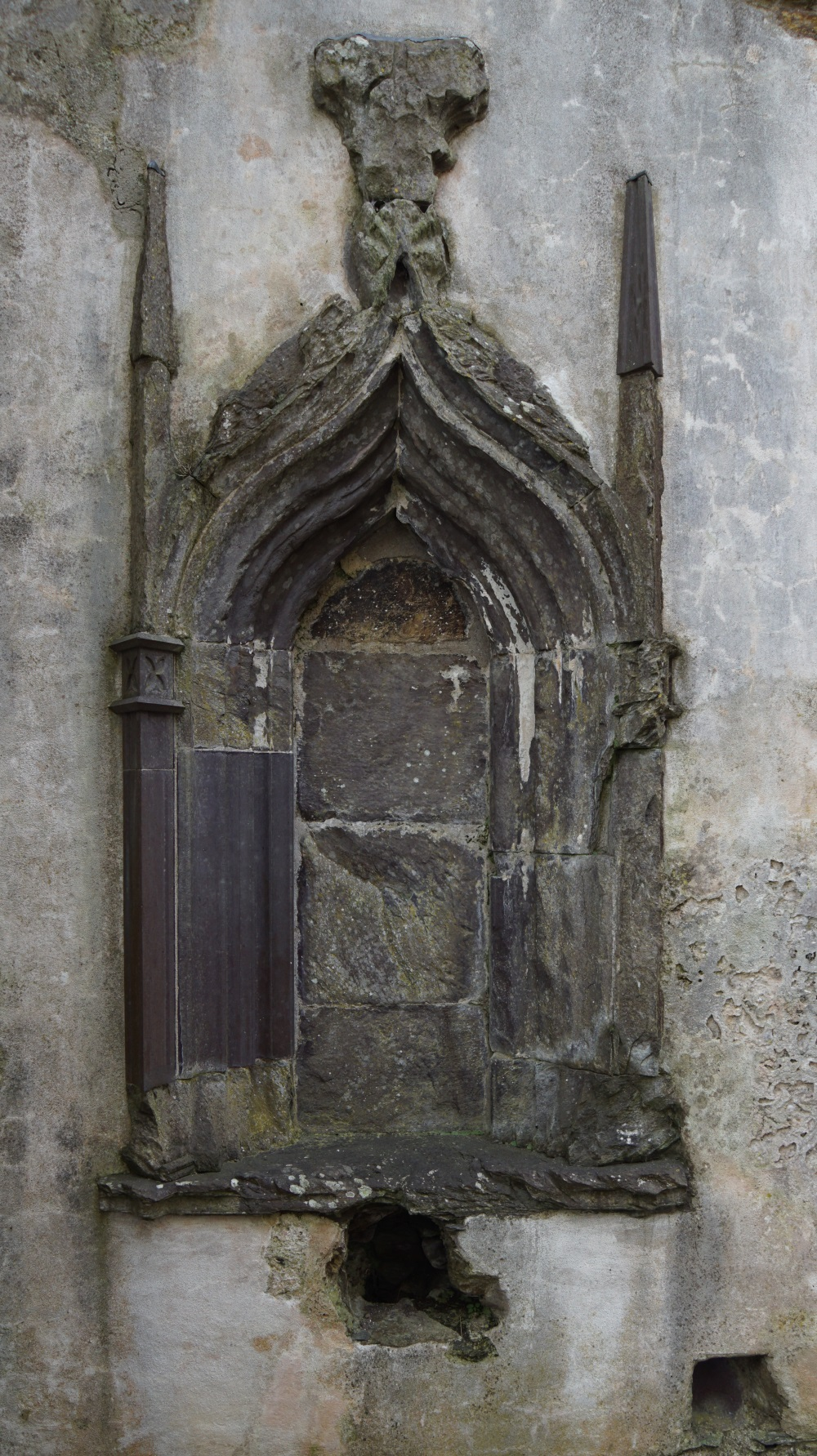
De piscina in de Great Chapel.

St Davids Bishop's Palace (Bisschopspaleis van St Davids) (in Welsh Llys yr Esgob Tyddewi) is (de ruïne van) een veertiende-eeuws bisschoppelijk paleis, gelegen in St Davids in de Welshe regio Pembrokeshire in Groot-Brittannië. Vanaf de zeventiende eeuw is het paleis een ruïne.

## Geschiedenis
De plek waar zich het paleis bevindt is gelegen op de oever van de rivier de Alun en werd door Sint David, de patroonheilige van Wales, in de zesde eeuw gekozen als vestigingsplaats voor zijn abdij.  Op deze locatie verrees onder bisschop Bernard in 1131 een kathedraal waarin de relieken van Sint David werden bewaard.  Van dat gebouw is zo goed als niets overgebleven.
Er is geen bewijs dat er in deze periode al een bisschoppelijke residentie aanwezig was, hoewel er een theorie is die zegt dat een klein kasteel met aarden wallen westelijk boven de vallei als zodanig dienstdeed.
De Welshe kroniek Brut y Tywysogion (kroniek van de prinsen) maakt melding van een pelgrimstocht door koning Hendrik II van Engeland in 1171 die samen met de bisschop David fitz Gerald (1148-1176) aan diens hof dineert in een hal. De locatie van dit gebouw is echter onbekend. Bisschop Peter de Leia volgde hem op en bouwt in 1176 verder aan de kathedraal; hij is vermoedelijk ook degene die aan de bouw begon van het gebouw dat uiteindelijk de westelijke vleugel van het bisschopspaleis zou worden.
In 1328 volgde Henry de Gower bisschop David Martin op die in 1327 overleed. Henry de Gower werd rond 1278 geboren, waarschijnlijk op het schiereiland Gower in Zuid-Wales, en was vermoedelijk van adel. Hij liet onder meer het bisschoppelijke paleis en het pulpitum in de kathedraal bouwen. Het paleis werd in drie fasen gebouwd: de eerste fase van de realisatie van de oostvleugel en de laatste fase is de bekroning van een paleis met een van bogen voorziene borstwering. Toen in 1372 zijn opvolger bisschop Adam de Houghton (1362-1389) aantrad, was het paleis gereed  en was er enkel sprake van onderhoudswerk aan het paleis.
In 1536 werd William Barlow de eerste protestante bisschop van St Davids. Het was waarschijnlijk tijdens zijn episcopaat dat de belangrijkste bisschoppelijke residentie verschoof van St Davids naar Abergwili nabij Carmarthen. Gedurende Barlows episcopaat werd het lood van de daken van de zuidelijke vleugel, van de grote hal en de kamer, verwijderd. Vermoedelijk is de verwijdering van de daken al begonnen door zijn voorganger; in 1616 waren alle daken verwijderd.
Terwijl bisschop Milbourne (1615-1621) nog delen van het paleis liet afbreken, onderhield zijn opvolger William Laud (1621-1627), de latere aartsbisschop van Canterbury, de westelijke vleugel en de bisschoppelijke kamers.
Het laatst gedocumenteerde bisschoppelijk gebruik van het paleis was in 1633, toen Lauds opvolger Theophilus Field (1627-1635) er een kapittelbijeenkomst hield. 
In de Commonwealth-periode werden alle bisschopelijke eigendommen geconfisqueerd. In de achttiende eeuw was het paleis niet meer bewoonbaar, al hadden een aantal arme families huisjes gebouwd in de ruïne. Een eerste poging tot consolidatie werd gedaan door Sir George Gilbert Scott (1811-1878) of wellicht door een van zijn zonen in de tweede helft van de negentiende eeuw. In 1932 kwam het beheer van het geruïneerde paleis in handen van de overheid, de voorloper van Cadw, die de preservatie en consolidatie voor haar rekening nam.

## Bouw
De plattegrond van het St Davids Bishop's Palace is min of meer rechthoekig rondom een binnenplaats met aan de noordoostelijke zijde een poortgebouw van drie verdiepingen. De benamingen van de vleugels zijn echter verschoven ten opzichte van de werkelijke ligging; zo wordt deze zijde als noordelijk gerefereerd. In deze omschrijving worden de gebruikelijke benamingen gehanteerd. Alle bebouwing kent twee verdiepingen: de begane grond werd gebruikt als voorraadkelder, werkruimte en slaapvertrekken voor de bedienden en de eerste verdieping werd gebruikt voor bewoning. De oostelijke vleugel was voor persoonlijk gebruik door de bisschop; de zuidelijke vleugel was bedoeld voor zijn gasten. De twee verdiepingen waren verbonden met elkaar via zes intramurale trappen.
De noordelijke zijde kent enkel een omwalling ten westen van het poortgebouw; ten oosten van het poortgebouw bevindt zich de bisschoppelijke kapel (Bishop's Chapel) die deel uitmaakt van de oostvleugel (East Range). De oostelijke vleugel heeft een extra vleugel naar het oosten (East Wing). De oostelijke vleugel bevat van noord naar zuid op de eerste verdieping de kapel, de bisschopskamer (Bishop's Solar), de bisschopshal (Bishop's Hall) en de keuken. Hiervan werden de uitbouw, de bisschopshal en de bisschopskamer in de eerste bouwfase gerealiseerd; de bisschopskapel en de keuken volgden in de derde bouwfase. De zuidvleugel (South Range) bevat van oost naar west de grote hal (Great Hall), met een verbinding naar de keuken in de oostvleugel, de grote kamer (Great Chamber) met een naar het zuiden uitgebouwd latrineblok en de grote kapel (Great Chapel). Deze zuidvleugel was geheel bedoeld voor gasten en werd in de tweede bouwfase gerealiseerd. De grote kapel ligt ingesloten tussen de zuidvleugel en de westvleugel. De westvleugel (West Range) was reeds aanwezig voordat bisschop Gower zijn paleis optrok; hij richtte deze vleugel in met slaapzalen.
De Great Hall werd vanuit de binnenplaats bereikt via een grootse poort. Deze hal was groot naar middeleeuwse standaarden, namelijk 27 meter bij 9 meter en 12,5 meter hoog. Drie grote ramen gaven uitzicht op de binnenplaats. In de oostgevel bevindt zich een groot rond raam voorzien van een 'wiel' van stenen spaken, vroeger voorzien van geverfd glas.
Ook de bisschopshal had een grootse entree waarvan de bovenzijde semi-octogonaal was. De verantwoordelijke meestermetselaar werkte vermoedelijk ook aan een vergelijkbare poortboog in Berkeley Castle in Gloucestershire. Het paleis werd ook ter verfraaiing voorzien van een van bogen voorziene borstwering, die aan de zijkanten betegeld was met een schaakbordpatroon van gele Somerset- en paarse Caerbwdy-stenen. Gower liet een vergelijkbare borstwering maken in Lamphey Castle en Swansea Castle.
Het paleis was versierd met bijna tweehonderd stenen beelden, in het algemeen versierde kraagstenen, voorstellende menselijke hoofden, dieren en mythische wezens. De borstwering heeft 149 van de versierde kraagstenen, waarvan er 53 te ver zijn geërodeerd om herkenbaar te zijn.
De bisschoppelijke kapel was vroeger enkel bereikbaar via een trap aan de buitenzijde vanaf de binnenplaats. De Great Chapel daarentegen was enkel bereikbaar via de Great Hall en Great Chamber. In deze kapel stond het altaar onder het drievoudige oostelijke raam dat uitkeek op de binnenplaats. Aan de zuidzijde naast het raam bevindt zich een piscina. Boven de westelijke gevel van de kapel bevindt zich in de noordwestelijke hoek een kleine klokkentoren waar twee klokken hingen. In de late middeleeuwen werd er een toegang tot deze kapel gerealiseerd vanaf de binnenplaats. Er zijn aanwijzingen gevonden die erop duiden dat ook na het verwijderen van het dak van de zuidvleugel deze kapel in gebruik bleef.

## Beheer
St Davids Bishop's Palace wordt beheerd door Cadw.